# Ahedo de las Pueblas
Ahedo de las Pueblas es una localidad del municipio burgalés de Merindad de Valdeporres, en la Comunidad Autónoma de Castilla y León.
La iglesia está dedicada a san Nicolás Obispo.

## Localidades limítrofes
Confina con las siguientes localidades:
- Al noreste con Busnela.
- Al sureste con Dosante y Cidad de Valdeporres.
- Al suroeste con Robredo de las Pueblas.

## Demografía
Evolución de la población
| Gráfica de evolución demográfica de Ahedo de las Pueblas entre 2000 y 2019 |
|                                                                            |
| Población de derecho (2000-2019) según el padrón municipal del INE         |

## Historia
Así se describe a Ahedo de las Pueblas en el tomo I del Diccionario geográfico-estadístico-histórico de España y sus posesiones de Ultramar, obra impulsada por Pascual Madoz a mediados del siglo XIX:

Lugar en la provincia, audiencia territorial, diócesis y capitanía general de Burgos (18 leguas), partido judicial de Villarcayo (5), ayuntamiento de Pedrosa y merindad de Valdeporres. Situado en una extensa loma al S de la sierra, que se eleva como unos 590 pies sobre el nivel del pueblo, bien combatido por todos los vientos, con clima sano. Tiene 50 casas de 15 a 20 pies de altura, las más con solo piso bajo, reunidas en calles sucias e incómodas por la falta de empedrado; en la casa consistorial se halla una escuela de primeras letras concurrida por 20 a 30 alumnos de ambos sexos, que aprenden a leer, escribir y contar; hay una iglesia parroquial con 2 capillas bajo la advocación de San Roque, servida por un cura párroco que se provee mediante oposición por el arzobispo de Burgos; en paraje ventilado existe el cementerio; varias fuentes de buenas y abundantes aguas de que se surten los vecinos y en un punto llamado del Somo algunas cabañas, solo habitadas en el verano. Confina su jurisdicción por N con la provincia de Santander a 1 legua, por E con Valdebezana a ½, por S con Sotoscueva a ½, y por O con camino real de Santander a 1; extendiéndose sus límites por el primero 1 legua y ¼ por los demás. A media legua de distancia pasa el río Nelas de N a S, que unido a otros arroyos benefician el terreno; este es parte arcilloso y el resto cascajoso; tiene prados, árboles, arbustos y maleza. Los caminos son de servidumbre. Producciones: trigo, cebada, maíz, centeno y buenas legumbres; ganado lanar, cabrío, vacuno, mular y caballar. Población: 19 vecinos, 71 almas. Capital productivo: 107.544 reales. Imponible: 10.235. El presupuesto municipal es de 100 a 110 reales el cual se cubre en parte con el producto de un prado de propios que rinde 12 reales anuales, y parte con el ramo de arbitrios, consistente en 70 ú 80 reales, en que se remata la taberna.
Diccionario geográfico-estadístico-histórico de España y sus posesiones de Ultramar

## Comunicaciones
Se encuentra comunicada por carretera con el resto del municipio a través de la carretera provincial BU-V-5630. Asimismo, tiene una conexión ferroviaria diaria con Bilbao y otra con León gracias a la estación de Robredo Ahedo.